# ماریا آندریا سانچز
ماریا آندریا سانچز (انگلیسی: María Andrea Sánchez؛ زادهٔ ۳۱ مارس ۱۹۹۴) بازیکن فوتبال اهل مکزیک است.
وی همچنین در تیم‌های ملی فوتبال Mexico women's national under-17 football team, Mexico women's national under-20 football team، و زنان مکزیک بازی کرده‌است.